# Ginástica acrobática nos Jogos Mundiais de 2009 - Duplas mistas
Os resultados das duplas mistas da ginástica acrobática nos Jogos Mundiais de 2009 somaram três pares de medalhas na prova disputada entre as nações participantes.

## Medalhistas
| Ouro                                               | Prata                                          | Bronze                                           |
| Kristin Allen · Michael Rodrigues · Estados Unidos | Julie van Gelder · Menno Vanderghote · Bélgica | Katie Axten · Nicholas Illingworth · Reino Unido |

## Resultados
Qualificatória
| Pos. | País           | Ginastas                              | Pontos |
| ---- | -------------- | ------------------------------------- | ------ |
| 1    | Bélgica        | Julie van Gelder Menno Vanderghote    | 28,755 |
| 2    | Estados Unidos | Kristin Allen Michael Rodrigues       | 28,706 |
| 3    | Reino Unido    | Katie Axten Nicholas Illingworth      | 28,400 |
| 4    | Ucrânia        | Alona Burlachenko Sergei Zabiyaka     | 28,332 |
| 5    | Rússia         | Revaz Gurgenidze Tatiana Okulova      | 27,750 |
| 6    | Bielorrússia   | Sergei Bykhavtsov Anastasia Zharnasek | 27,660 |

Final
| Pos.              | País           | Ginastas                           | Pontos |
| ----------------- | -------------- | ---------------------------------- | ------ |
| Medalha de ouro   | Estados Unidos | Kristin Allen Michael Rodrigues    | 28,806 |
| Medalha de prata  | Bélgica        | Julie van Gelder Menno Vanderghote | 28,653 |
| Medalha de bronze | Reino Unido    | Katie Axten Nicholas Illingworth   | 28,551 |
| 4                 | Rússia         | Revaz Gurgenidze Tatiana Okulova   | 26,860 |